# Иосиф Тризна
Иосиф Тризна (умер в 1656) — православный деятель Речи Посполитой, архимандрит Киево-печерской лавры.

## Биография
Происходил из знатного старинного рода Тризен герба Гоздава. С ранних лет воспитывался и был пострижен в Киевской лавре. Учился в Киевской братской школе.
Поддержал восстание Богдана Хмельницкого. Присутствовал на сейме 1649—1650, который ратифицировал Зборовский договор с казаками.
Выступал против политической и церковной зависимости Украины от Москвы. Вместе с митрополитом Сильвестром Косовым отказывался присягать на верность Переяславской раде, которая декларировала союз с Москвой. Однако позже, в 1654 году, пошёл на это под давлением Хмельницкого и казаков.
19 марта 1647 года в день погребения Петра Могилы избран архимандритом Киево-Печерской лавры. Тризна оставался лаврским архимандритом до своей кончины.

## Литературные труды
Написал предисловие к «Служебнику» (Киев, 1653) — о важности и употреблении этой книги.
Составил особую редакцию «Киево-Печерского патерика», куда включил редкие исторические материалы, неизвестные из других списков, летописные сведения, поминальник русских князей X—XII веков.